# NGC 2097
NGC 2097 (другое обозначение — ESO 86-SC28) — рассеянное скопление в созвездии Золотой Рыбы, расположенное в Большом Магеллановом Облаке. Открыто Джоном Гершелем в 1834 году. Скопление находится во внешнем диске Большого Магелланова Облака, возраст NGC 2097 составляет около 800 миллионов лет. Его металличность составляет около 13% от солнечной.
Этот объект входит в число перечисленных в оригинальной редакции «Нового общего каталога».